# La Forge
La Forge è un comune francese di 584 abitanti nel dipartimento dei Vosgi, regione del Grande Est.

## Società

### Evoluzione demografica
Abitanti censiti